# Chelo García-Cortés
María Consolación García-Cortés Cadavid (Orense, 3 de diciembre de 1951), más conocida como Chelo García-Cortés, es una periodista y colaboradora de televisión española que ha desarrollado la mayor parte de su carrera profesional en la prensa del corazón.

## Biografía
Aunque nació en Orense en 1951, a los tres meses se trasladó con su familia a Madrid, regresando de nuevo a tierras gallegas a los dieciséis años. Actualmente vive afincada desde hace años en Castelldefels, Barcelona. Los veranos los pasa en su casa de Ibiza.
Licenciada en Periodismo por la Facultad de Ciencias de la Información por la Universidad Autónoma de Barcelona, sus primeros pasos profesionales los dio en 1972, en La Voz del Miño, emisora sindical de su Orense natal, mientras hacia el servicio social, y de ahí pasó a Radio Popular en el mismo Orense.
En 1974 fue fichada por Radio Miramar en Barcelona (donde se trasladó a vivir), dirigida entonces por Marcelino Rodríguez de Castro. A partir de ese momento empezó a trabajar en la prensa del corazón y su primer reportaje fue publicado en 1976 para la revista ¡Hola!. Fue durante mucho tiempo corresponsal de la revista Diez minutos en Barcelona, donde tenía una página que se llamaba Por las Ramblas. También colaboró en la revista Papillón, donde fue pionera al fotografiar el primer desnudo masculino en España, el actor Joan Llaneras. Más tarde la llamaron de Cadena Catalana donde colaboró con Paco Lobatón, hasta que la reclamó la COPE, por las mañanas, junto a Antonio Herrero.
Chelo hizo su debut en televisión en 1997 con Jordi González en el programa Les 1000 i una de TV3, aunque anteriormente ya había participado en algunos programas de la televisión de Cataluña. Trabajó también entre 1998 y 2004 en el programa de Ana Rosa Quintana Sabor a ti, de Antena 3, labor que compaginó con su trabajo en la prensa escrita, con la revista Lecturas, y en la radio, con Cristina López Schlichting en La tarde de Cope de COPE y más tarde con Isabel Gemio en Te doy mi palabra de Onda Cero.
Sin embargo, su popularidad se la debe al talk show de crónica social ¿Dónde estás corazón?, más conocido por sus siglas DEC, conducido por Jaime Cantizano en Antena 3 desde 2003 hasta 2011. Ese mismo año fichó por la cadena Telecinco, tras 13 años en la competencia (Antena 3), donde colaboró en programas como Sálvame y Deluxe (2011-2023), La Noria (2011-2012), y Abre los ojos... y mira (2013). En 2019 formó parte del elenco de concursantes de Supervivientes 2019, donde llegó a ser la 9. ª finalista del reality de supervivencia. En 2023 regresó a Antena 3 para participar en el documental de Bárbara Rey, Una vida Bárbara.
Tras el final de Sálvame y de su derivado Deluxe, dio el salto a la plataforma Netflix junto a parte de sus compañeros de programa en el docu-reality Sálvese quien pueda. Más tarde, el 12 de marzo de 2024, fichó como colaboradora de Mañaneros en La 1 de TVE. Al poco tiempo, se anunció su  incorporación como colaboradora del L'altaveu  programa de  conexión para Cataluña de La 2. Además, el 16 de mayo de 2024, comenzó a colaborar en Ni que fuéramos Shhh, un espacio de entretenimiento y crónica social, emitido en directo en Canal Quickie a través de las redes sociales y plataformas de streaming.
Al margen de su trabajo en televisión, Chelo ha colaborado puntualmente en las publicaciones de ¡Hola! y Semana.
En 2022 recibió el Premio Pluma por su visiblidad de su bisexualidad y apoyo de los derechos del colectivo LGTBI+.
Junto con el también periodista Jesús Locampos, escribió el libro Yo Acuso, publicado en 2008 por la editorial Grand Guignol. En el libro, la periodista hizo una autocrítica de la prensa del corazón. En 2022 publicó sus memorias, Sin etiquetas, escritas por la escritora Alba Serrano.

## Vida personal
Su madre, Consuelo Cadavid, murió el 23 de febrero de 1963, cuando ella tenía solo once años, y fue criada por su padre, Rafael García-Cortés Alonso (1916-11 de diciembre de 2001). Tiene un hermano, Mariano García-Cortés Cadavid, que es fotógrafo.
A mediados de 1970, Chelo mantuvo una relación sentimental de diez años con José Manuel Parada durante la cual ella tuvo una noche de amor con Bárbara Rey. Debido a su amistad con Bárbara Rey, Chelo fue una de las protagonistas de la serie Cristo y Rey, interpretada por la actriz Adriana Torrebejano.
Está casada con Marta Roca Carbonell, exdirectora de diseño y arte de RBA, con quien contrajo matrimonio el 8 de agosto de 2005.

## Trayectoria

### Programas de televisión
| Programas de televisión | Programas de televisión         | Programas de televisión | Programas de televisión    |
| Año                     | Título                          | Cadena                  | Notas                      |
| ----------------------- | ------------------------------- | ----------------------- | -------------------------- |
| 1997                    | Les 1000 i una                  |                         | Colaboradora               |
| 1998 - 2004             | Sabor a ti                      |                         | Colaboradora               |
| 2003 - 2011             | DEC                             | Colaboradora            |                            |
| 2011 - 2012             | La Noria                        |                         | Colaboradora               |
| 2011 - 2023             | Sálvame                         | Colaboradora            |                            |
| 2011 - 2023             | Deluxe                          | Colaboradora            |                            |
| 2013                    | Abre los ojos... y mira         | Colaboradora            |                            |
| 2016                    | Las Campos                      | Colaboradora            |                            |
| 2016                    | Hable con ellas                 | Invitada                |                            |
| 2017 - 2018             | Campanadas de fin de año        | Colaboradora            |                            |
| 2018; 2021              | Socialité                       | Invitada                |                            |
| 2019                    | Todo es mentira                 |                         | Invitada                   |
| 2020 - 2021             | Sálvame                         |                         | Presentadora Sálvame Limón |
| 2020                    | Socialité                       | Presentadora ocasional  |                            |
| 2020                    | Cantora. La Herencia Envenenada | Colaboradora            |                            |
| 2022                    | Fiesta                          | Invitada                |                            |
| 2023                    | Una vida Bárbara                |                         | Colaboradora               |
| 2024                    | Mañaneros                       |                         | Colaboradora               |
| 2024                    | Lazos de sangre                 | Colaboradora            |                            |
| 2024 - act.             | L'altaveu                       |                         | Colaboradora               |
| 2024 - 2025             | Ni que fuéramos Shhh            |                         | Colaboradora               |
| 2025                    | A miña gran cidade              |                         | Invitada                   |
| 2025                    | 59 segundos                     |                         | Colaboradora               |
| 2025                    | La revuelta                     | Invitada                |                            |
| 2025                    | La familia de la tele           | Colaboradora            |                            |

#### Como concursante
| Realitys Shows | Realitys Shows      | Realitys Shows               | Realitys Shows               |
| Año            | Título              | Cadena                       | Notas                        |
| -------------- | ------------------- | ---------------------------- | ---------------------------- |
| 2019           | Sálvame Okupa       |                              | Concursante, 3.ª expulsada   |
| 2019           | Supervivientes 2019 | Concursante, 9.ª expulsada   |                              |
| 2020           | La última cena      | Concursante, 5.ª clasificada |                              |
| 2020           | ¡Quiero dinero!     | Participante                 |                              |
| 2022           | Los miedos de...    |                              | Participante                 |
| 2023 - 2024    | Sálvese quien pueda |                              | Participante                 |
| 2024           | Pride Fashhhion     |                              | Concursante, 5.ª clasificada |

### Series de televisión
| Series de televisión | Series de televisión   | Series de televisión | Series de televisión | Series de televisión |
| Año                  | Título                 | Personaje            | Cadena               | Notas                |
| -------------------- | ---------------------- | -------------------- | -------------------- | -------------------- |
| 2004                 | Aquí no hay quien viva | Ella misma           |                      | 1 episodio           |
| 2021                 | Road Trip              | Ella misma           |                      | Aparición especial   |

### Obras
- 2008 – Yo acuso. Editorial Grand Guignol.
- 2022 – Sin etiquetas. Memorias. Editorial Plaza & Janés.